# 29B busz (Budapest)
A budapesti 29B jelzésű autóbusz a Hűvösvölgy és a Szentlélek tér között közlekedett. A vonalat a Budapesti Közlekedési Zrt. üzemeltette.

## Története
2017. augusztus 26-27-i hétvégén, a Szépvölgyi út–Zöldlomb utca–Zöldmáli lejtő csomópontban zajló körforgalom-építés befejező üteme idején ideiglenesen megváltozott a 29-es busz közlekedése, mivel a teljes csomópontot lezárták a közúti forgalom elől. A Szentlélek tér felé tartó buszok kétféle útvonalon közlekedtek: a Zöldlomb utcai térség kiszolgálása érdekében 29-es jelzéssel, a Pusztaszeri út környékét érintve pedig 29B jelzéssel. A Hűvösvölgy felé tartó buszok továbbra is a július 24-e óta bevezetett ideiglenes forgalmi rend szerint vitték az utasokat.

## Útvonala
| Szentlélek tér felé |
| --- |
| Hűvösvölgy vá. – Hűvösvölgyi út – Kelemen László utca – Pasaréti tér – Csévi utca – Kapy utca – Törökvész út – Pusztaszeri út – Szépvölgyi út – Kolosy tér – Lajos utca – Pacsirtamező utca – Serfőző utca – Árpád fejedelem útja – Szentlélek tér H vá. |

## Megállóhelyei
| 0  | Hűvösvölgy végállomás       |                                                                                    |
| 2  | Csibor utca                 | 29, 56, 61                                                                         |
| 2  | Nyéki út                    | 29, 56, 61                                                                         |
| 3  | Lipótmezei út               | 29, 56, 61                                                                         |
| 4  | Szerb Antal utca            | 29, 56, 61, 129                                                                    |
| 5  | Bölöni György utca          | 29, 56, 61, 129                                                                    |
| 6  | Kelemen László utca         | 29, 56, 61, 129                                                                    |
| 7  | Pasaréti tér                | 5, 29                                                                              |
| 8  | Nagybányai út               | 29                                                                                 |
| 9  | Vöröstorony utca            | 29                                                                                 |
| 10 | Verecke lépcső              | 11, 29                                                                             |
| 11 | Tömörkény utca              | 11                                                                                 |
| 12 | Móricz Zsigmond Gimnázium   | 11                                                                                 |
| 13 | Baba utca                   | 11                                                                                 |
| 14 | Pusztaszeri körönd          | 11, 91, 291                                                                        |
| 15 | Vend utca                   | 91, 291                                                                            |
| 17 | Alsó Zöldmáli út            | 29                                                                                 |
| 17 | Pusztaszeri út 25.          | 29                                                                                 |
| 18 | Felhévízi utca              | 29                                                                                 |
| 18 | Ürömi utca                  | 29, 65, 65A, 165                                                                   |
| 19 | Kolosy tér                  | 9, 29, 65, 65A, 109, 165 17, 19, 41                                                |
| 20 | Kolosy tér                  | 9, 29, 109                                                                         |
| 21 | Nagyszombat utca            | 9, 29, 109                                                                         |
| 21 | Tímár utca                  | 9, 29, 109                                                                         |
| 22 | Kiscelli utca               | 9, 29, 109                                                                         |
| 23 | Flórián tér                 | 9, 29, 109, 118, 137, 218, 226, 237 1                                              |
| 24 | Serfőző utca                | 29, 34, 106, 134, 137, 218, 226, 237 1                                             |
| 25 | Szentlélek tér H végállomás | 29, 34, 106, 118, 134, 137, 218, 226, 237 1 800, 801, 805, 811, 815, 820, 830, 840 |